# Clay Ponds
De Clay Ponds zijn een groep van vier kleine meren op het eiland Newfoundland in de Canadese provincie Newfoundland en Labrador. Ze bevinden zich in het Nationaal Park Terra Nova.

## Geografie
De Clay Ponds bevinden zich in het uiterste oosten van Newfoundland, slechts een paar kilometer ten noorden van de zeearm Clode Sound. Ze liggen te midden van de wildernis van het oostelijke deel van het Nationaal Park Terra Nova, meer bepaald in de dichtbegroeide coniferenwouden aan de voet van de Park Harbour Hill.
De vier vlak bij elkaar gelegen meren dragen sinds 1966 gezamenlijk de naam "Clay Ponds", maar hebben geen individuele namen. Het grootste van de vier is zo'n 700 meter lang en heeft een oppervlakte van 5,7 ha. Onmiddellijk ten oosten ervan liggen twee andere tot de groep behorende meren, die respectievelijk 3,7 en 1,3 ha meten. Ze wateren elk via een beek naar het hoofdmeer af (waarin nog een derde beek uitmondt).
Het hoofdmeer watert daarna zelf via een grotere beek naar het vierde en kleinste van de Clay Ponds af. Dit betreft een meertje van amper 10 are. Dat watert via een opeenvolging van beken en andere meren uiteindelijk noordwaarts af naar de Newman Sound.